# Neuville (Ardennes)
Pour les articles homonymes, voir Neuville.
Neuville est une localité de Neuville-Day et une éphémère commune française, située dans le département des Ardennes en région Grand Est.

## Toponymie
Le nom Neuville dérive du latin novavilla, ou « nouveau domaine ». C'est un toponyme très répandu désignant une ville nouvelle (« neuve ville »). De l'adjectif de la langue d'oïl neuve et ville « village »

## Histoire
Elle est fusionnée en 1791 avec Day pour former Neuville-Day. Elle devient le chef-lieu de la nouvelle commune.